# Stanisław Miedziński
Stanisław Miedziński (ur. 18 marca 1962 w Krośniewicach) – polski żużlowiec.
Ojciec Adriana Miedzińskiego, również żużlowca.
Karierę żużlową rozpoczął w łódzkim klubie. Gdy klub żużlowym przestał istnieć przeniósł się do Apatora Toruń. Do jego największym sukcesów należą: 8. miejsce w MIMP 1982, 7. miejsce w "Srebrnym Kasku" 1982, 3. miejsce w DMP 1983, 1. miejsce w MDMP 1985. Miedziński karierę zakończył w 1989 roku po złamaniu nogi. W sezonie 1990/1991 był trenerem Apatora Toruń.
W sezonie 2011 pełnił rolę trenera drużyny WTS Warszawa. Zdobył z nią brązowy medal MDMP oraz złoty MMPPK.